# Trudi van den Berg
Elisabeth Sija Trudi (Trudi) van den Berg (Beverwijk, 29 de abril de 1959) es una escultora de los Países Bajos.

## Datos biográficos
Van den Berg se formó como escultora en la Academia Minerva de Groninga (1983-1988) y se establecieron después de su educación en la misma ciudad. Compartiendo estudio con  Jos Steenmeijer. Produciendo de forma paralela y exitosamente con Steenmeijer. El trabajo de ambos se describe como pragmático, sin elevados conceptos y teorías del arte.
Su trabajo puede ser visto en la zona pública de la ciudad de Groninga (por ejemplo, la falacia de composición y afsluitbomen en Beckerweg), en Sappemeer (Tres o'tree) y en Onstwedde (Gurgulio) (ver foto).
Además, expusieron en la ciudad de Assen (alfombras de Assen), en la Universidad de Groninga (salto Micro Macro) y en el municipio Coevorden (La Hoja de referencia rápida-De Spiekbrief). 